# 뉴스알람
뉴스알람(영어: NewsAlarm)는 대한민국 기업 피터앤파트너스가 개발한 뉴스모니터링 어플리케이션이다.
이 앱은 실시간으로 보도되는 뉴스를 모니터링해서 알람으로 받아 볼 수 있는 서비스를 제공하고 있다. '뉴스알람'은 기업 컨설팅 전문가 고성민대표가 설립한 '피터앤파트너스'에서 제작되었다. 뉴스알람'은 2016년 첫 출시되어 뉴스모니터링 애플리케이션의 선두주자라고 할 수 있다.

'뉴스알람'은 사용자가 관심있는 키워드와 알람시간을 설정하면, 해당 시간에 맞춰 키워드가 포함된 모든 기사를 크롤링 하여 푸쉬알람으로 모니터링 된 기사를 전달하는 방식으로 운영되고 있다.
초반 '뉴스알람'은 언론 및 평판을 모니터링하는 일을 주로 하는 기업의 홍보팀, 위기관리팀, 홍보대행사를 대상으로 기획/개발되었다. 이들은 기업의 언론보도를 관리하며 부정적인 이슈에는 빠른 대응을 필요로 하기 때문에 실시간 뉴스모니터링은 매우 중요한 업무이다. 또한 실시간 뉴스모니터링을 통해 경쟁사의 동향을 살피기도 한다.
그렇기 때문에 뉴스알람의 사용자는 기업 관계자가 주를 이루고 있으며 현재는 뉴스알람의 인지도가 높아지면서 기업 관계자 외 빠르게 주식시장을 파악하고자 하는 개인투자자, 연예인 팬클럽, 등 다양한 사용자가 이용하고 있다.

## 기능

### 뉴스모니터링
뉴스포털 포함 1,200 여개의 언론사 기사를 모니터링한다. 우선 네이버, 다음에서 노출되는 모든 언론사의 기사는 모니터링 되는 것으로 확인된다. 현재 출시된 모니터링 앱 가운데 가장 많은 언론사를 커버하고 있다.
뉴스모니터링은 키워드와 알람 설정 기반으로 크롤링되고 있어, 반드시 키워드와 알람을 설정해야한다.

### 알람
1분 단위까지 사용자 맞춤 알람 설정이 가능하다.
하지만 시스템상 뉴스를 크롤링 하는데에 몇 초에서 길게는 몇 분까지의 시간이 소요되기 때문에 '뉴스알람' 개발팀은 너무 짧은 간격으로 알람 시간대를 설정하는 것을 지양한다.
개발팀에 따르면 15분 간격으로 알람 시간을 설정하는 것이 베스트이다.

### 포함/제외 키워드
'포함/제외 키워드' 기능은 키워드를 보다 구체화 시켜주는 기능으로, 사용자가 소량의 최적의 기사만 받아볼 수 있게 한다.

포함 키워드 : 입력 시 대표키워드 + 포함키워드 가 들어가있는 기사만 크롤링한다.
제외 키워드 : 입력 시 대표키워드 - 제외키워드가 가 제외된 기사만 크롤링한다.

### 뉴스브리핑
그날 하루에 이슈가 되었던 정치/경제/사회적 뉴스를 간추려서 알려주는 뉴스브리핑 서비스이다. 국내 IPO전문 매체 '더 스탁'의 뉴스브리핑을 함께 공유하고 있다.
하루 보통 5~6개 정도의 뉴스토픽이 브리핑 되며, 한 토픽 마다 2~3줄로 짧게 요약해서 정리되어 있다. 뉴스브리핑은 매일 오후 2시경에 업데이트되며 주말/공휴일은 업로드 되지 않는다.

## 서비스
서비스는 무료서비스, 베이직서비스, 프리미엄서비스 로 총 3가지로 제공된다.
초반, 기업을 대상으로 만들어진 앱인 것을 고려해 유료서비스만 제공되고 있었지만 사용자가 증가하면서 2019년부터 라이트 유저들을 위한 무료서비스를 제공하기 시작했다.

### 무료서비스
무료서비스는 기본 3개 키워드가 등록 가능하며, 하루에 총 3회의 알람을 받을 수 있다.

### 베이직 서비스
베이직서비스는 최대 10개 키워드가 등록 가능하며, 하루에 총 24회의 알람을 받을 수 있다.
일반 기업의 홍보실의 경우 하루 24회, 즉 하루에 1시간 간격으로 1200개 언론사를 모니터링 할 수 있는 베이직서비스를 가장 많이 사용하고 있다.

### 프리미엄 서비스
프리미엄서비스는 최대 20개 키워드가 등록 가능하며, 하루에 총 48회의 알람을 받을 수 있다.
홍보대행사나 그룹 총괄 기조실과 같이 다수의 기업에 대한 언론보도 모니터링이 필요한 기업은 하루 48회, 하루에 30분 간격 꼴로 알람을 받을 수 있는 프리미엄서비스를 사용하고 있다.

## 기타
'뉴스알람'이 개편되어 '뉴스알람2' 공식 출시를 앞두고 있다.
2020년 5월 '뉴스알람2'의 베타테스터를 모집해 베타서비스를 운영하기도 하였다.

개편 후 가장 크게 달라진 점은 앱 UI 및 UX이며, 뉴스모니터링 기능 외 추가적인 기능들이 추가되어있다.

'뉴스알람2' 공식 출시 일정은 미정이다.
하지만 현재 iOS버전은 앱 스토어 (iOS)에 출시되어있어 다운로드 및 사용이 가능하다.